# Teng
Teng o Tengxian (en chino tradicional, 藤縣; en chino simplificado, 藤县; pinyin, Téng Xiàn) es un condado de la ciudad-prefectura de Wuzhou, en Guangxi, China. Está bajo la administración de la ciudad de Wuzhou, de nivel prefectura. En 2002, contaba con una población de 930 000 habitantes en un área de 3945,62 km².
El vuelo 5735 de China Eastern Airlines se estrelló en este condado el 21 de marzo de 2022, matando a las 132 personas (123 pasajeros y 9 miembros de la tripulación) que iban a bordo.

## Divisiones administrativas
El condado de Teng administra 15 ciudades y un municipio.